# Костряковка (Костанайская область)
Костряковка (каз. Костряков) — село в Фёдоровском районе Костанайской области Казахстана. Административный центр Костряковского сельского округа. Находится примерно в 21 км к северу от районного центра, села Фёдоровка. Код КАТО — 396847100.

## Население
В 1999 году население села составляло 1252 человека (576 мужчин и 676 женщин). По данным переписи 2009 года, в селе проживало 1108 человек (514 мужчин и 594 женщины). По данным переписи 2021 года, в селе проживало 1062 человека (504 мужчины и 558 женщин).